# Alka Saraogi
Alka Saraogi (in Hindi: अलका सरावगी) (Calcutta, 17 novembre 1960) è una scrittrice indiana di romanzi brevi in lingua hindi.

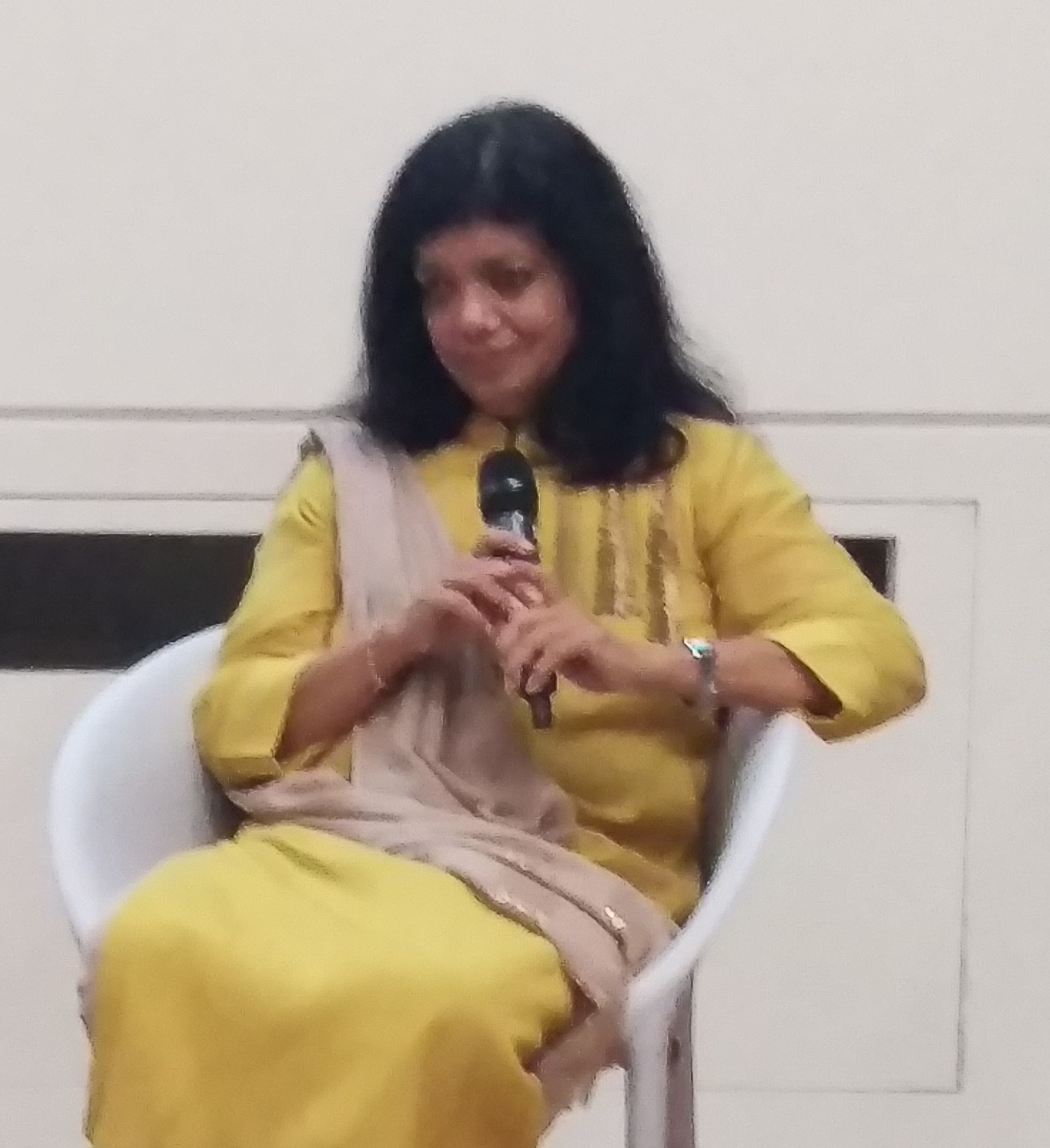
Alka Saraogi alla conferenza "Jaywalking through the idea of Calcutta" presso l'Università Ca' Foscari di Venezia il 28 settembre 2016.

Ha vinto nel 2001 il premio Sahitya Akademi Award della lingua Hindi per il suo romanzo Kalikatha: Via Bypass.

## Biografia
Alka Saraogi è nata a Calcutta, città di lingua bengali, da una famiglia Marwari di origini rajasthani parlante la lingua hindi. Ha ottenuto un dottorato di ricerca alla Calcutta University, grazie alla sua tesi sul poeta e giornalista Raghuvir Sahay (1929-1990).
Dopo il matrimonio e la nascita di due figli, Saraogi fa il suo debutto letterario scrivendo un racconto breve, Āp kī haṁsī (in Hindī: "आप की हंसी", "La Sua risata"), il cui titolo deriva da una poesia di Raghuvir Sahay haṁso, haṁso, jaldī haṁso. Su insistenza del suo mentore Ashok Seksaria, Saraogi invia la storia alla rivista letteraria di lingua Hindī Vartaman Sahitya ricevendo recensioni positive. Nel 1996 Adhar Prakashan pubblica una sua raccolta di racconti brevi Kahānī kī talāś meṁ ("Alla ricerca della storia"), e due anni dopo, nel 1998, il suo primo romanzo, Kalikathā: Via Bypass, tradotto anche in italiano come Bypass al cuore di Calcutta.
Negli anni seguenti verranno pubblicati una seconda raccolta di racconti brevi Dūsrī Kahānī (2000, "La seconda storia"), e quattro romanzi: Śeṣ Kādambarī (2001), Koī bāt nahiṃ (2004, "Non importa"), Ek Break ke bād (2008) e Jānkidās Tejpāl Mansion (2015).
Alcuni dei suoi lavori vengono tradotti in diverse lingue, tra cui l'inglese, il tedesco, il francese e l'italiano, ma è significativo che circolino anche in bengali, urdu e gujarati, lingue conviventi nella città di Calcutta.
Alka Saraogi ha vinto diversi premi, in particolare il Sahitya Akademi per la lingua Hindi nel 2001, grazie al suo primo romanzo Kalikathā: Via Bypass.

## Opere e temi

### Lingua e cultura
Nonostante i Marwari e i Bengali coabitino a Calcutta da diverse generazioni, sono sempre stati caratterizzati da modi di vivere differenti, che hanno portato a volte all'emarginazione dei membri della minoranza Marwari. Essendo un'etnia formata principalmente da commercianti, spesso ricchi, i Marwari sono considerati in modo stereotipato come avari e attaccati al denaro. Altri fattori di questa emarginazione sociale risiedono nella lingua e nella forte cultura bengalese, completamente diversa da quella rājasthānī. Questo contesto sociale e in special modo la città di Calcutta, in cui abitano etnie provenienti da tutta l'India, hanno ispirato i racconti di Alka Saraogi.
Nonostante abbia studiato sanscrito per diversi anni, e abbia poi scelto nei suoi studi la letteratura inglese, la lingua delle sue opere rigetta il registro accademico, quello fortemente sanscritizzato e quello della cultura popolare di Bollywood.

### Kalikathā: Via Bypass (Bypass al cuore di Calcutta) - 1998
Il primo romanzo di Alka Saraogi, Kalikathā: Via Bypass, è un romanzo storico, di tipo sperimentale. L'autrice esamina la comunità Marwari, da tempo stabilitasi a Calcutta come minoranza di commercianti, e ancora alla ricerca del proprio ruolo all'interno della cultura Bengali. Il libro è scritto dal punto di vista di un protagonista maschile, Kishore Bābū, un arido uomo d'affari. Dopo un intervento di bypass, Kishore misteriosamente comincia a comportarsi in modo strano, tornando ad essere come quando era bambino, sensibile al dolore altrui. Con sorpresa dei suoi familiari, diventa un flâneur a Calcutta, esplorandone i mercati e le vie, riscoprendo cose e persone che prima, da freddo uomo distaccato, non considerava importanti. Anche nella sua casa scopre i suoi vecchi diari, oggetti, e ripercorre i suoi stessi ricordi. Kishore confronta la cultura bengalese di Calcutta con le usanze patriarcali della minoranza Marwari a cui appartiene, e trova dei contrasti tra i suoi ricordi della città e quelli degli altri abitanti. Il romanzo interroga diversi periodi storici, ma soprattutto esamina le tensioni e le incongruenze che caratterizzano la città di Calcutta tra gli anni '40 e gli anni '90. Vagabondando per le strade della città, con le sue considerazioni sulle vite e gli amori dei suoi antenati e discendenti, Kishore Bābū offre spunti di riflessione all'intera comunità.

### Śeṣ Kādambarī (La storia di Ruby Di) - 2001
La protagonista di questo romanzo, Ruby Gupta, è una donna Marwari che deve affrontare la scelta tra due stili di vita contrapposti, quello della famiglia benestante del padre e quello austero e intellettuale della famiglia materna.  Ruby viene rappresentata in diversi periodi della sua vita, dalla sua infanzia fino ai suoi settant'anni. Vivendo in una città in cui moltissime persone non possono permettersi due pasti al giorno, non si sente a suo agio nel condurre uno stile di vita da benestante. Studiando storia, inoltre, scopre che la ricchezza iniziale della sua famiglia deriva dal commercio di oppio, e questo le reca ancor più sconforto.
A settant'anni la protagonista è ancora una donna forte, in grado di ascoltare e di dare consigli alle giovani donne, ma spesso si perde nei suoi ricordi. La sua bellissima nipote, Kādambarī, che vive a Delhi ed è una conduttrice televisiva, le consiglia di scrivere la sua storia: nel romanzo è dunque presente uno scontro tra due donne appartenenti rispettivamente alla vecchia e alla nuova India, una dicotomia tra tradizione e modernità, tra etica e materialismo.

### Ek break ke bād (Shining India) - 2008
Il protagonista di questo romanzo, K.V. Shankar Aiyar, è un manager di successo arrivato ai suoi sessant'anni. Appartenente alla casta dei brahmani, è protagonista della crescita economica della nuova India, e ne trae vantaggio. È consapevole di essere persuasivo con i suoi discorsi, e per questo motivo non accetta alcun ostacolo presente nel suo cammino. Gurucharan Ray è un suo collega cinquantenne che K.V. considera suo discepolo nell'arte di arricchirsi nell'India post-indipendenza. Inviato in missione dall'azienda in una regione remota Gurucharan, scompare e l'unica traccia che rimane di lui sono i suoi diari, nei quali rivela un profondo malcontento nei confronti delle disuguaglianze sociali che attraversano l'India moderna. K.V. considera questi pensieri una mancanza di apprezzamento nei confronti del progresso e della modernità.
Altro personaggio importante è Bhatta, un giovane disoccupato che vede in Gurucharan una possibilità di salvezza dalla schiavitù del lavoro imposto dalla società moderna. Il giovane, venendo a conoscenza della sua morte improvvisa, si reca nella regione in cui il suo amico era stato inviato e scopre che Gurucharan, prima di morire, aveva pensato di creare un villaggio utopico nella Valle dei Fiori, tra il sacro lago sikh di Hemkund e il tempio viṣṇuita di Badrinath. Secondo il progetto di Gurucharan, anche Bhatta avrebbe dovuto prendere parte al progetto, ma quest'ultimo si ritrova proprietario di una galleria d'arte e al centro della vita mondana: nel suo animo il desiderio di redenzione si è affievolito, e tutto ciò che può fare è contemplare la Shining India dedita al materialismo e all'economia in crescita.

### Opere
- (HI) Kahānī kī talāś meṁ, Panchkorla, Adhar Prakashan, 1996, ISBN 81-267-0673-2.
- (HI) Kalikatha: Via bypass, Adhar Prakashan, 1998, ISBN 978-81-7675-069-1.
- (HI) Shesh Kadambari, New Delhi, Rajkamal, 2002, ISBN 978-81-267-0446-0.
- (HI) Doosrī Kahānī, New Delhi, Rajkamal, 2003, ISBN 978-81-267-0677-8.
- (HI) Koi bāt nahīn, New Delhi, Rajkamal, 2004, ISBN 978-81-267-0841-3.
- (HI) Ek break ke bād, New Delhi, Rajkamal, 2008, ISBN 978-81-267-1529-9.
- (HI) Jānkidās Tejpāl Mansion, New Delhi, Rajkamal, 2015, ISBN 978-81-267-2766-7.

### Traduzioni in italiano
- Bypass al cuore di Calcutta, Vicenza, Neri Pozza, 2002, ISBN 88-7305-893-0.
- La storia di Ruby Di, Vicenza, Neri Pozza, 2004, ISBN 88-7305-984-8.
- Shining India, Vicenza, Neri Pozza, 2012, ISBN 88-7305-893-0.

## Recensioni
- Namita Gokhale, Memory's bylane, in India Today, 16 dicembre 2002.
- Om Gupta, No bypassing a tale well told, in The Hindu, 24 luglio 2003.
- (HI) Suresh Kumar, Jankidas Tejpal Mansion, which has collapsed, in Aaj Tak, 8 luglio 2015.
- Arunima Sehgal, Bypassing life, in The Tribune, 2 febbraio 2003.
- (DE) Martina Stobinsky, Alka Saraogi: Umweg nach Kalkutta, su suedasien.info, 16 novembre 2006.